# 格拉斯-斯蒂格尔法案
格拉斯-斯蒂格尔法案（Glass-Steagall Act），是一部对美国银行系统进行改革的法律，描述了1933年銀行法分離商業銀行和投資銀行業務的四個規定，美国联邦存款保险公司是依此法成立。这部法律的目的在于对投机采取一些控制措施。它是由民主党参议员卡特·格拉斯和众议员亨利·B·斯蒂格尔提出的。其内容比如允许联邦储备系统调节存储账号的利息，被1980年储蓄机构解除管制和货币控制法取消。禁止銀行控股公司拥有其它金融公司的规定被1999年11月12日生效的金融服务法现代化法案取消。
1999年被取消的规定，实际上取消了承担风险的投资银行与接受存储的商业银行的隔离，使得投资银行家可以成为商业银行的上司，因此造成利益冲突。

## 背景

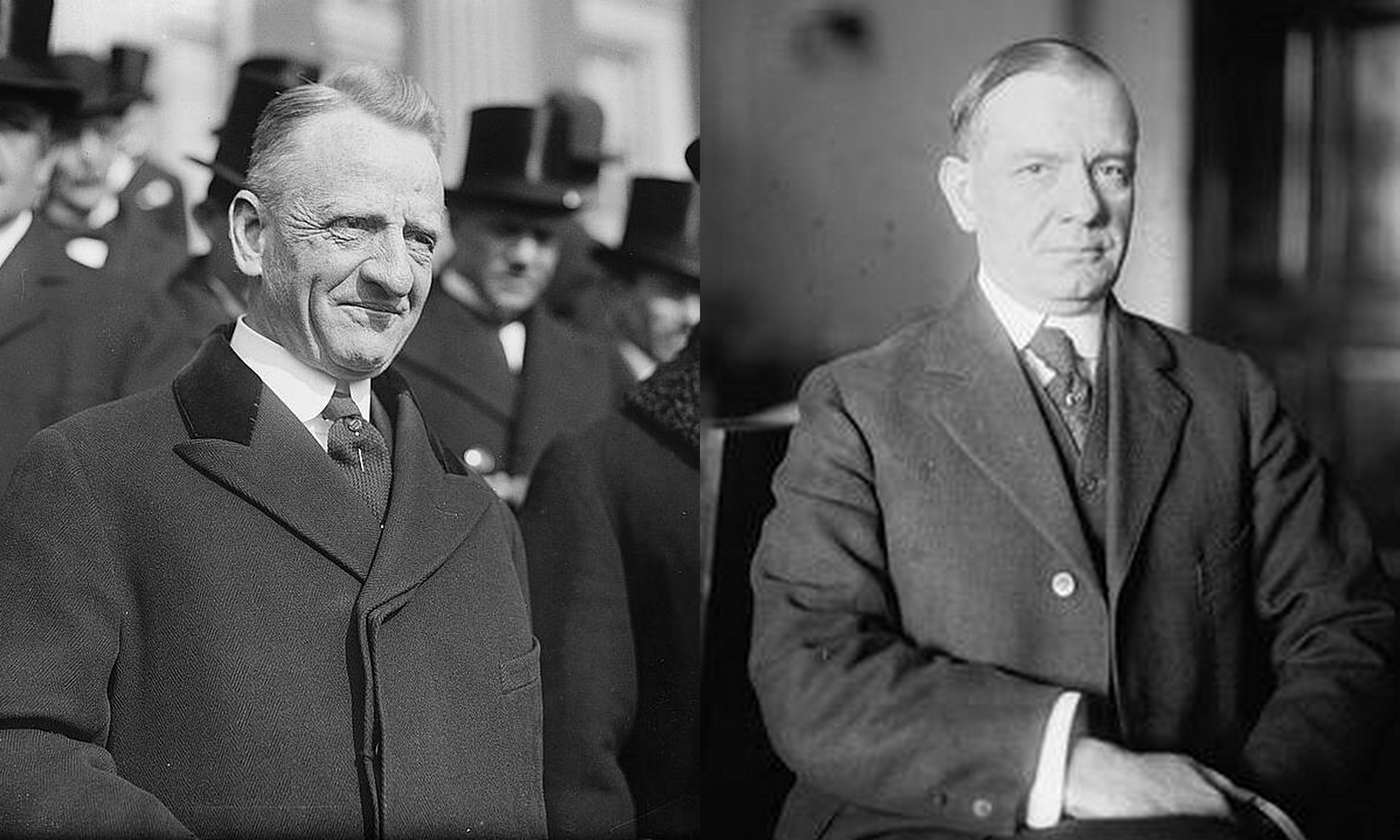
格拉斯和斯蒂格尔

美国有两部叫做格拉斯-斯蒂格尔法案的法律，它们都是卡特·格拉斯和亨利·B·斯蒂格尔提出的。格拉斯曾任美国财政部长。斯蒂格尔当时是议会银行和货币委员会主席。
1932年的格拉斯-斯蒂格尔法案的目的在于停止通货紧缩，扩大联邦储蓄系统为更多财产形式如政府公债和商业票据提供再贴现。1933年的银行法案则是对一大部分在1933年初美国商业银行系统崩溃的反应。因为这个法案对美国银行管理有很大的影响，因此一般在文献中提到格拉斯-斯蒂格尔法案的时候指的是这个法案。
这个法案是在1930年代大危机后的美国立法，将投资银行业务和商业银行业务严格地划分开，保证商业银行避免证券业的风险。该法案禁止银行包销和经营公司证券，而只能购买由美联储批准的债券。
该法案令美国金融业形成了银行、证券分业经营的模式。
允许商业银行以信托的名义代客买卖公司股票。商业银行普遍设立信托部，通过信托部和银行控股的方式，参与大公司的人事和资本，大量进入非银行金融业务。

## 概括
这个法案按照银行不同的业务把他们分开来，它还建立了美国联邦存款保险公司来为银行储蓄保险。后者是对联邦储备法的修改。1950年格拉斯-斯蒂格尔法案的这部分被撤销而改成了联邦存款保险法。
“再贴现”是向银行和其它金融设施提供资本的方法。尤其在19世纪和在20世纪初银行凭顾客的借款单给顾客贷款。借款单上写明贷款人保证在一个未来的特殊日期付一定数量的钱。比如顾客打算借1000美元，在一年后还债，那么他在一张借款单上签名并保证在一年后付1100美元来获得这1000美元的贷款。银行给顾客“打折扣”，没有给顾客借款单上写明的1100美元。那么这多出来的100美元就是银行在这份借款单还没有到期前就给他提供这1000美元的报偿。联邦储备系统可以通过收下这份借款单而向银行提供1050美元的方法来给银行提供资金，联邦储备系统实际上是给这份借款单“再贴现”了。
大多数经济历史学家把美国经济崩溃的原因归罪于1929年华尔街股灾，只有奧地利經濟學派认为其原因是对基于黄金的美元丧失信任的外国人大量出售以及美国本国收藏美元的人怕政府放弃金本位而导致的。事实上1933年4月5日罗斯福签署了6102号法令后美元的确脱离了金本位。

## 废除
在银行业的游说下，1988年第一次尝试废除《格拉斯—斯蒂格尔法》，未成功。
1999年参议员菲尔·格兰姆和众议员吉姆·利奇提出的法案最终“废除”了格拉斯-斯蒂格尔法案。在参议院主要是遵守共和党的路线这个新法案以54对44票被通过，在众议院以343对86票通过。在参议院和众议院均通过该法案后该法案被移到美国国会会议委员会来协调两院版本中的区分。最后的版本在参议院以90对8，在众议院以362对57（15名议员没有投票）被通过。1999年11月12日比尔·克林顿总统签署该法案。
实际上新法案仅仅废除了格拉斯-斯蒂格尔法案的一部分，即一个公司不能同时控制一个商业银行和一个投资银行。支持者认为这个废除对金融系统的影响很小，甚至可以在金融危机时帮助恢复稳定性。这个废除实现十年后反对者责备它重建了金融工业内的利益冲突，导致了“大到不能倒”的机构的产生，最后导致了房产市场的崩溃以及由它引起的金融危机。
现在美国金融公司可以同时作商业银行，投资，和保险的生意但是还是不准作非金融的生意。
至少从1980年代开始银行工业开始试图废除格拉斯-斯蒂格尔法案。1987年国会研究服务准备了一份报告探讨对格拉斯-斯蒂格尔法案的赞成和反对。
赞成保持格拉斯-斯蒂格尔法案的理由：
1. 同一机构同时授予贷款（借款）和使用贷款（投资）所导致的利益冲突可能导致产生这个法案的滥用。
2. 金融机构通过控制其他人的钱可以获得巨大的权力，它们的规模必须被控制来保证投资和贷款市场上的竞争。
3. 保险活动可能危险，导致巨大损失。这样的损失可能威胁存款的安全。政府必须为存款保险，假如金融机构崩溃的话政府可能必须付巨款。
4. 存款机构的负责人应该尽量减小危险，因此他们不应该参与更加投机的业务。

反对保持格拉斯-斯蒂格尔法案的理由：
1. 目前存款机构运行在“无控制”的金融市场上，贷款、保险和存款之间的区别不明确。它们不断地向保险公司失去市场，因为对保险公司的限制不那么严格，另外外国没有受到这个法案限制的公司也比较有优势。
2. 通过立法以及通过把贷款和投资分到不同的分公司去可以防止利益冲突。
3. 存款机构寻求的风险一般都比较小。
4. 在世界其它地区没有投资银行和商业银行的区分，它们的运行也都很好。

### 后果
格拉斯-斯蒂格尔法案的废除使得1999年美国资产最大的银行花旗集团等商业贷款人可以签署和交易抵押贷款证券和債務擔保證券等，以及设立结构性投资工具来购买这些证券。组成部分美国国会资产救助计划委员会的五名外来专家之一伊丽莎白·沃伦说废除格拉斯-斯蒂格尔法案是导致2008年經濟大衰退的原因之一。其他专家则还在讨论格拉斯-斯蒂格尔法案的废除在这场金融危机中起的作用。
除废除格拉斯-斯蒂格尔法案外在近期内引入的其它可能导致金融危机的措施有公平市价会计、巴塞尔协议和可调整利率抵押等。

## 影响
1948年，在美国占领当局的影响下，日本金融业也形成了分业经营模式，但是日本银行拥有股票。
格拉斯-斯蒂格尔法案也对中国大陆的经济法律有大的影响。大陆的商业银行、证券公司和保险公司都是分开的。
随着时间的推移，该法案形成的分业格局使得商业银行利润下滑，非银行的公司集团纷纷侵入商业银行的贷款业务，与金融发展形势不相符合，是银行向其他金融领域拓展的主要障碍。

## 建议重立
2009年12月中共和黨参议员约翰·麦凯恩和民主黨参议员瑪麗亞·坎特威爾一同建议重立格拉斯-斯蒂格尔法案，重新分离商业银行和投资银行。在众议院也有重立格拉斯-斯蒂格尔法案部分内容的建议。美國銀行等银行强烈反对这个做法。
2010年1月21日总统贝拉克·奥巴马建议银行管理中包括类似格拉斯-斯蒂格尔法案对银行商业和投资的限制。这个沃爾克規則是以赞成格拉斯-斯蒂格尔法案的部分观点的保罗·沃尔克命名的。不过在2010年5月的一次采访中沃尔克也说他并不建议回到格拉斯-斯蒂格尔法案的状态上或者完全分离投资和商业银行。同月经济学家魯里埃爾·魯比尼在采访中认为沃尔克的建议不够，只是一种轻型格拉斯-斯蒂格尔法案，在这个建议下利益冲突依然存在，金融企业依然会“大到不能倒”。他说这个模型是一个灾害，并说：“我们需要彻底执行格拉斯-斯蒂格尔法案时期的商业银行和投资银行的限制。”
2011年马西·卡普蒂尔重立格拉斯-斯蒂格尔法案部分规定的努力。
在歐洲大陸，尤其是在法国、德国和意大利越来越多的智庫呼吁使用基于格拉斯-斯蒂格尔法案的国家或欧盟立法来管理银行。

## 多德·弗兰克法案
多德—弗蘭克華爾街改革及消費者保護法案是一部由奥巴马总统于2010年7月21日签署的美国法案。它是第111届美国国会和奥巴马政府进行金融控制改革的结果。
格蕾琴·摩根森认为多德·弗兰克华尔街改革和个人消费者保护法案不够强，不能足够地保护消费者。更重要的是它没有能够缩小巨大的和互相关联的金融机构。
一些智库认为废除格拉斯-斯蒂格尔法案只不过是现象，而不是原因。新自由主義经济出现，加上对凯恩斯主义货币政策的错误理解以及无条件的放松控制标志着克林顿和布什时代（1989年至2009年）。从这一点来看格拉斯-斯蒂格尔法案不够，它“没有提供需要重建金融规则和降低利益冲突的必要条件”。